# Чемпіонат світу з футболу 2010
Чемпіонат світу з футболу 2010 — 19-й чемпіонат світу з футболу ФІФА, фінальний етап якого пройшов з 11 червня по 11 липня 2010 року в Південно-Африканській Республіці. Чемпіоном світу вперше у своїй історії стала збірна Іспанії.
У відбірковому турнірі брали участь 204 з 208 збірних, що входять у ФІФА, тим самим зробивши цей мундіаль поряд з Олімпіадою-2008 найбільш представницькою спортивною подією всіх часів. Уперше чемпіонат світу з футболу проведено на Африканському континенті.
У фіналі турніру 736 гравців, що представляють 32 команди, змагались за трофей Кубка світу на 10 стадіонах по всій Південній Африці. Команди-учасниці були відібрані за результатами кваліфікаційного раунду, який почався в серпні 2007 року.
Кубок світу проводиться раз на чотири роки; попередній турнір був проведений у Німеччині, а у 2014 році мундіаль було проведено в Бразилії.
Чинним чемпіоном була Італія, що захищала титул, здобутий на Чемпіонаті світу 2006 у Німеччині.
Фінал чемпіонату світу з футболу 2010 відбувся  11 липня 2010 року на стадіоні «Соккер-Сіті» (Йоганнесбург). Завдяки голу Андреса Іньєсти у додатковий час збірна Іспанії обіграла збірну Нідерландів з рахунком 1:0.

## Господар турніру
Відповідно до політики ротації континентів при виборі країни проведення фінальних чемпіонатів з футболу, яка діяла до жовтня 2007 року, чемпіонат 2010 повинен був відбутися в Африці. Свої заявки на проведення турніру подали п'ять африканських країн:
- Єгипет
- Лівія /  Туніс (спільна заявка)
- Марокко
- ПАР

У зв'язку з рішенням виконавчого комітету ФІФА, що не дозволяє провести турнір у двох країнах, 8 травня 2004 Туніс зняв свою кандидатуру. Комітет також вирішив, що самостійна заявка Лівії не відповідає офіційним вимогам до країни-кандидата.
15 травня 2004, після першого туру голосування, на конференції в Цюриху Зепп Блаттер оголосив, що ПАР обійшла Марокко та Єгипет і прийме чемпіонат.
| Результати голосування | Результати голосування |
| Країна                 | Кількість голосів      |
| ---------------------- | ---------------------- |
| ПАР                    | 14                     |
| Марокко                | 10                     |
| Єгипет                 | 0                      |

У 2006 та 2007 ходили чутки про можливе перенесення мундіалю в іншу країну. Видні футбольні функціонери, включаючи Франца Беккенбауера і, як повідомляється, деяких керівників ФІФА, були незадоволені організацією і темпами підготовки південноафриканців. Проте офіційна позиція ФІФА залишилася незмінною.

## Міста та стадіони
17 травня 2006 року ФІФА офіційно оголосила фінальний список стадіонів:
| Місто              | Стадіон                     | Фото          | Місткість |
| ------------------ | --------------------------- | ------------- | --------- |
| Блумфонтейн        | Фрі Стейт                   |               | 48 000    |
| Кейптаун           | Грін-Пойнт                  | Грін-Пойнт    | 70 000    |
| Дурбан             | Дурбан                      | Дурбан        | 70 000    |
| Йоганнесбург       | Соккер-Сіті                 |               | 94 700    |
| Йоганнесбург       | Елліс Парк                  |               | 61 000    |
| Мбомбела           | Мбомбела                    |               | 46 000    |
| Полокване          | Пітер Мокаба                |               | 46 000    |
| Порт-Елізабет      | Нельсон Мандела Бей Стедіум |               | 50 000    |
| Преторія           | Лофтус Версфельд            |               | 50 000    |
| Пхокенг/Рустенбург | Роял Бафокенг               | Роял Бафокенг | 42 000    |

## Призові турніру
Кожна збірна-учасниця турніру отримає по 8 млн доларів за потрапляння у фінальну частину. Ті, які зможуть подолати груповий етап, додатково отримають 9 млн доларів. Ті, які вийдуть у чвертьфінал, отримують також 18 млн. Півфіналісти отримають по 20 млн доларів, фіналісти — 24 млн доларів. Переможець турніру отримає ще 30 мільйонів доларів. Максимальна сума призових становить 109 млн доларів.

## Символи

### Талісман

Талісман чемпіонату леопард Закумі

Закумі — леопард із зеленими волоссям у футболці зі словами SOUTH AFRICA 2010. Поєднання зеленого і жовтого представляє кольори національних спортивних команд ПАР. Ім'я Закумі (Zakumi) утворено від ZA (міжнародний буквений код ПАР) і kumi, що на багатьох африканських мовах означає «десять»..
Наприкінці травня 2010 року американський кабельний спортивний канал ESPN спільно із нью-йоркським рекламним агентством Wieden&Kennedy розробили серію промо-плакатів — для кожної з 32-х національних збірних команд, що вийшли у фінал першості.
Згідно з офіційною легендою Закумі народився 16 червня 1994, у день перемоги над апартеїдом і встановлення південноафриканської демократії. Також у цей день у ПАР святкують день молоді..

### М'яч
Спеціально для чемпіонату світу 2010 компанія Adidas розробила футбольний м'яч Jabulani, який став офіційним м'ячем чемпіонату світу 2010 в Південній Африці.
М'яч складається з восьми 3D-подібних, сферичних EVA і TPU панелей, які охоплюють внутрішній каркас м'яча. В результаті нової технології, створюється інноваційно-кругла поверхня м'яча.
Назва Jabulani походить з корінної зулуської мови, однієї з одинадцяти офіційних мов Південно-Африканської Республіки, якою розмовляють майже 25% населення. У буквальному перекладі з мови зулу jabulani означає «святкувати». Назва нового м'яча покликана віддати належне пристрасті і радості футбольних фанів, які будуть вболівати за свої збірні у Південній Африці влітку 2010.

### Офіційний гімн турніру
Офіційним гімном Кубка світу з футболу, що проходить в ПАР, ФІФА і компанія Sony обрали пісню «Waka Waka (This Time for Africa)» у виконанні колумбійської співачки Шакіри і південноафриканського гурту Freshlyground.
Раніше деякі ЗМІ повідомляли про те, що ФІФА планує довірити написання гімну ЧС-2010 реп-виконавцю Ейкону, однак ця версія так і не отримала офіційного підтвердження .

### Вувузела

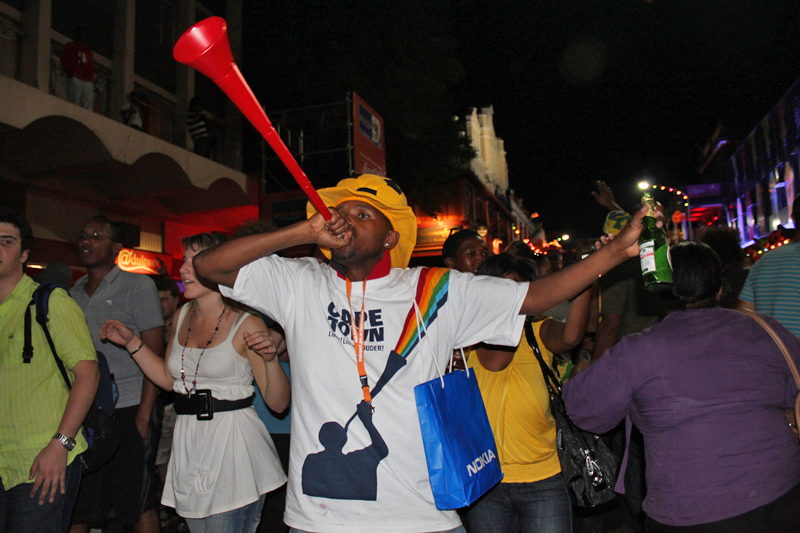
Вболівальник з вувузелою

Вувузела, також відома як лепатата (мовою тсвана) та стадіонний ріжок — ріжок завдовжки близько метра, що часто використовується вболівальниками на футбольних матчах у Південній Африці. Гулом вувузел супроводжується кожен матч чемпіонату світу 2010. За однією з версій слово походить з зулу й означає «робити шум» .

## Учасники
У фінальному турнірі чемпіонату світу 2010 беруть участь 32 команди:
| - Європа — 13 збірних: - Англія - Греція - Данія - Іспанія - Італія - Нідерланди - Німеччина - Португалія - Сербія - Словаччина - Словенія - Франція - Швейцарія | - Африка — 6 збірних: - ПАР - Гана - Кот-д'Івуар - Нігерія - Камерун - Алжир · - Південна Америка — 5 збірних: - Аргентина - Бразилія - Парагвай - Чилі - Уругвай | - Азія — 4 збірні: - Австралія - Південна Корея - Північна Корея - Японія · - Північна і Центральна Америка — 3 збірні: - Гондурас - Мексика - США · - Океанія — 1 місце: - Нова Зеландія |

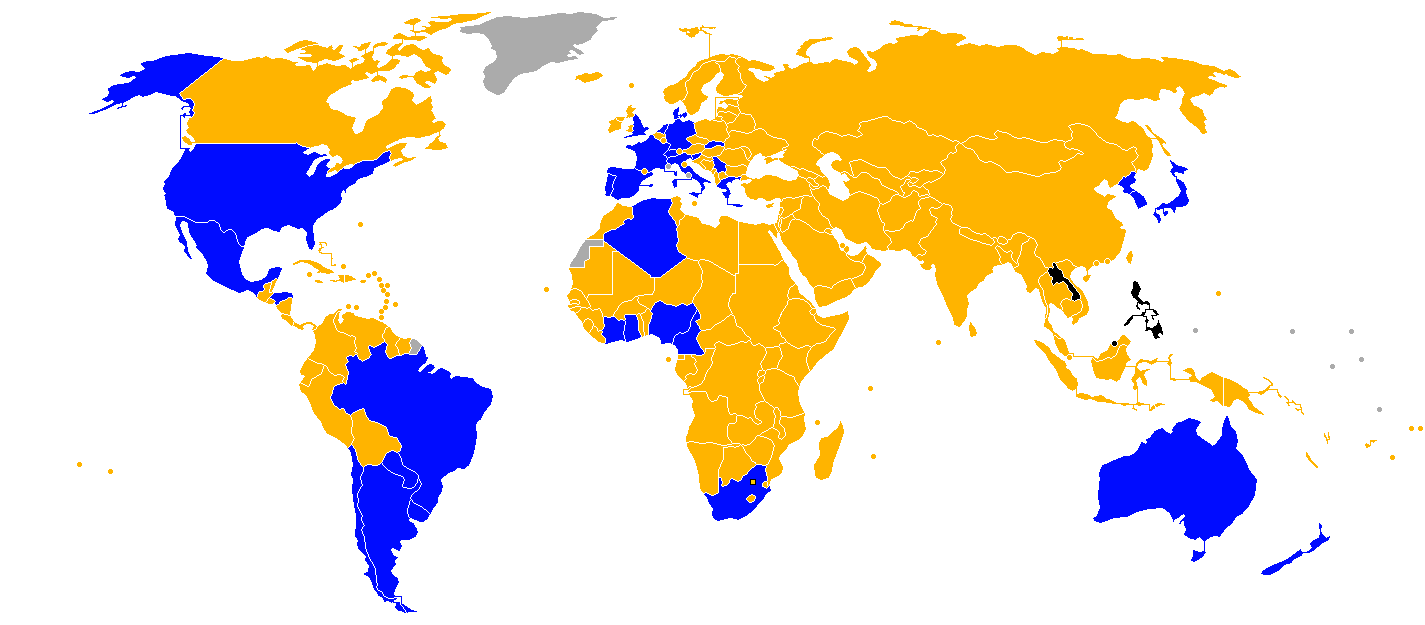
Команди, що вийшли у фінальний турнір чемпіонату світу
Команди, що не вийшли у фінальний турнір
Країни, що не подавали заявку на участь у турнірі
Країни, які не перебувають у ФІФА

На відміну від попереднього чемпіонату світу, на якому дебютували аж 8 збірних, цього разу до фінальної частини чемпіонату світу вперше пробилися дві команди — Словаччина та Сербія. Слід зауважити, що до 1993 року Словаччина була частиною Чехословаччини, яка за часів свого існування 9 разів брала участь у світовій першості, двічі здобувши срібло (1934, 1962). Сербія ж відокремилась в окрему збірну лише 2006 року, а доти брала участь у мундіалях як частина СФРЮ (8; четверте місце1), Югославії (1; 1/8 фіналу1) та Сербії і Чорногорії (1; груповий етап1).
1подано найбільше досягнення в історії конкретної збірної

## Кваліфікація
У відбірковому турнірі до 19-го чемпіонату світу з 208 країн-членів ФІФА брали участь 205 збірних (Бруней, Лаос і Філіппіни не подавали заявку на участь, ПАР автоматично одержала місце у фіналі, але брала участь у відборі, оскільки цей турнір був відбірковим ще й на Кубок африканських націй 2010). Збірні були поділені на 6 географічних зон:
- Європа (УЄФА) — 53 збірних, з них у фінальний турнір виходять 13.
- Азія (АФК) — 43 збірні, з них у фінальний турнір виходять 4 збірні, і ще одна грає стикові матчі з найкращою командою Океанії.
- Африка (КАФ) — 51 збірна, з них у фінальний турнір виходять 5, плюс збірна ПАР.
- Північна Америка (КОНКАКАФ) — 35 збірних, з них у фінальний турнір виходять три збірні, і ще одна грає стикові матчі з п'ятою командою Південної Америки.
- Південна Америка (КОНМЕБОЛ) — 10 збірних, з них у фінальний турнір виходять 4 збірні, і ще одна грає стикові матчі з четвертою командою Північної Америка.
- Океанія (ОФК) — 10 збірних, 1 найкраща збірна грає стикові матчі з п'ятою командою Азії.

## Жеребкування
4 грудня 2009 у Кейптауні в 17:00 UTC відбулось жеребкування чемпіонату світу з футболу 2010 року. 32 збірні були розділені на 4 кошики. Сформовано 8 груп по 4 команди — з кожного кошика по одній команді. 2 грудня ФІФА обнародувала кошики для жеребкування. Посів збірних по кошиках, як і на попередньому чемпіонаті світу, був зроблений за географічним принципом. Перший кошик склали збірна ПАР як країна-організатор і 7 сильних збірних світу згідно з рейтингом ФІФА за станом на жовтень 2009 року. Також, згідно з правилами жеребкування, дві команди з однієї конфедерації (не рахуючи Європу) не можуть попасти в одну групу. Таким чином, ПАР не може попасти в одну групу з іншою африканською збірною, а Бразилія і Аргентина — в одну групу з іншою південноамериканською збірною:
| Кошик 1                                                                           | Кошик 2                                                                                           | Кошик 3                                                                      | Кошик 4                                                                              |
| --------------------------------------------------------------------------------- | ------------------------------------------------------------------------------------------------- | ---------------------------------------------------------------------------- | ------------------------------------------------------------------------------------ |
| ПАР · Італія · Іспанія · Німеччина · Бразилія · Аргентина · Англія · Нідерланди · | Австралія · Південна Корея · Північна Корея · Японія · Гондурас · Мексика · США · Нова Зеландія · | Парагвай · Чилі · Гана · Кот-д'Івуар · Камерун · Нігерія · Алжир · Уругвай · | Швейцарія · Данія · Сербія · Словаччина · Греція · Франція · Португалія · Словенія · |

### Результати жеребкування
В результаті жеребкування склад груп набув такого вигляду:
| Група A | Група B        | Група C  | Група D   | Група E    | Група F       | Група G        | Група H   |
| ------- | -------------- | -------- | --------- | ---------- | ------------- | -------------- | --------- |
| ПАР     | Аргентина      | Англія   | Німеччина | Нідерланди | Італія        | Бразилія       | Іспанія   |
| Мексика | Нігерія        | США      | Австралія | Данія      | Парагвай      | Північна Корея | Швейцарія |
| Уругвай | Південна Корея | Алжир    | Сербія    | Японія     | Нова Зеландія | Кот-д'Івуар    | Гондурас  |
| Франція | Греція         | Словенія | Гана      | Камерун    | Словаччина    | Португалія     | Чилі      |

## Арбітри
Наступні 29 арбітрів були відібрані ФІФА для проведення Чемпіонату світу з футболу 2010.
| Конфедерація | Арбітри                   |
| ------------ | ------------------------- |
| АФК          | Халіль аль-Ґамді          |
| АФК          | Равшан Ірматов            |
| АФК          | Субхіддін Мод Саллех      |
| АФК          | Юіті Нісімура             |
| КАФ          | Коман Кулібалі            |
| КАФ          | Джером Деймон             |
| КАФ          | Едді Майє                 |
| КОНКАКАФ     | Жоель Агілар              |
| КОНКАКАФ     | Беніто Арчундія           |
| КОНКАКАФ     | Карлос Батрес             |
| КОНКАКАФ     | Марко Родрігес            |
| КОНМЕБОЛ     | Ектор Бальдассі           |
| КОНМЕБОЛ     | Мартін Васкес             |
| КОНМЕБОЛ     | Хорхе Ларріонда           |
| КОНМЕБОЛ     | Пабло Посо                |
| КОНМЕБОЛ     | Оскар Руїс                |
| КОНМЕБОЛ     | Карлус Сімон              |
| ОФК          | Майкл Гестер              |
| ОФК          | Пітер О'Лірі              |
| УЄФА         | Олегаріу Бенкеренса       |
| УЄФА         | Франк де Блекере          |
| УЄФА         | Массімо Бузакка           |
| УЄФА         | Говард Вебб               |
| УЄФА         | Мартін Ганссон            |
| УЄФА         | Віктор Кашшаї             |
| УЄФА         | Стефан Ланнуа             |
| УЄФА         | Роберто Розетті           |
| УЄФА         | Альберто Ундіано Мальєнко |
| УЄФА         | Вольфганг Штарк           |

## Церемонія відкриття
Церемонія відкриття чемпіонату світу з футболу 2010 відбулася 11 червня 2010 року на стадіоні Соккер-Сіті в Йоганнесбурзі, за дві години до матчу відкриття турніру. Вона тривала 40 хвилин, за які на стадіоні з'явилися  1500 виконавців

## Склади команд

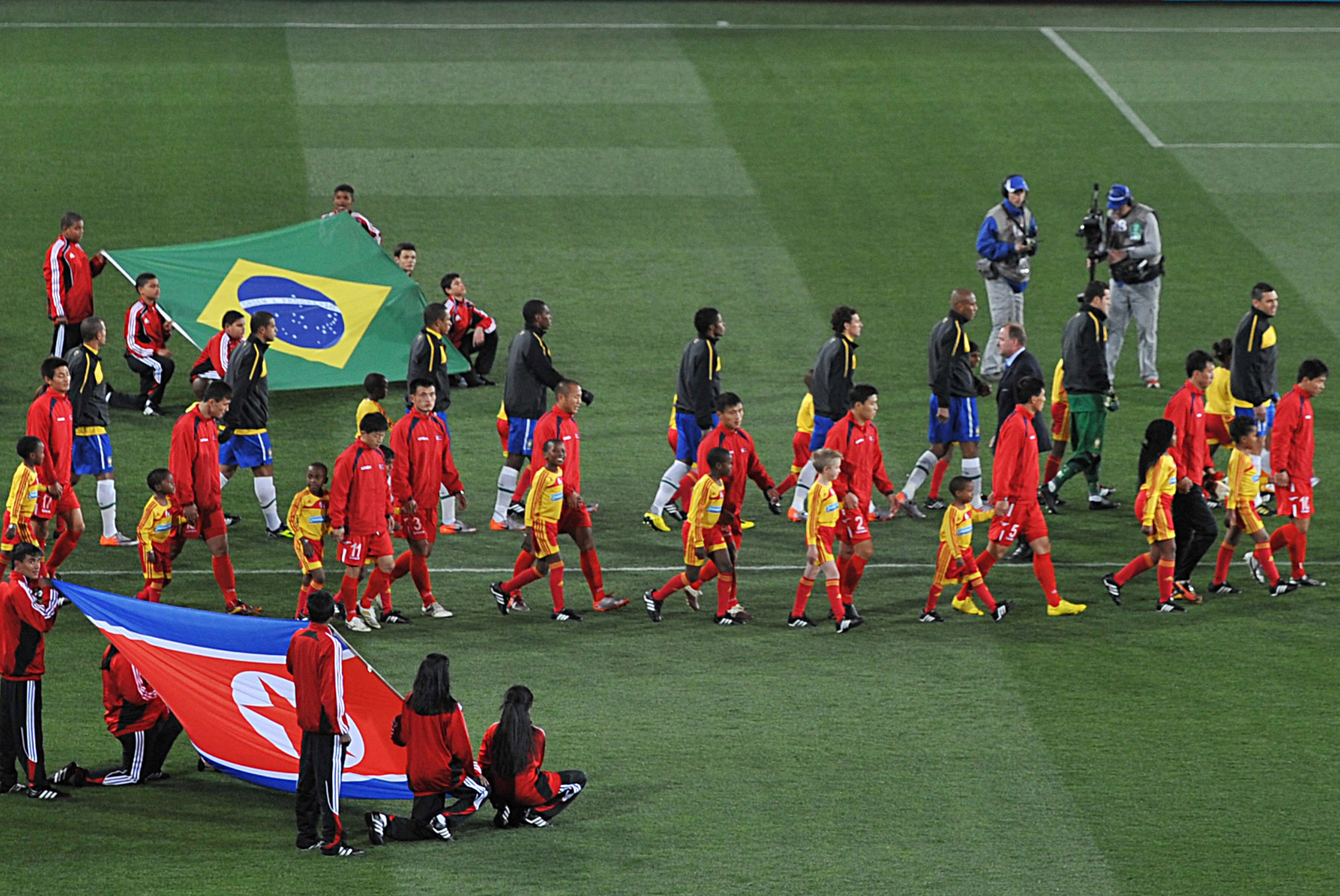
Збірні Бразилії та Північної Кореї перед матчем у груповому турнірі

Як і на Чемпіонаті 2006 кожна команда складається з 23 гравців. Всі національні асоціації, що беруть участь у турнірі, повинні були підтвердити їхній склад до 1 червня 2010. Втім, командам було дозволено робити пізніші заміни у випадку серйозної травми найпізніше за 24 години до їхньої першої гри .

## Результати

### Груповий етап

#### Регламент
У випадку, якщо дві чи більше збірних у групі наберуть однакову кількість очок, то для визначення найкращої команди будуть використовуватися наступні критерії (кожний наступний критерій використовується при рівності всіх попередніх):
1. Різниця м'ячів у всіх матчах в групі.
2. Найбільша кількість забитих м'ячів у всіх матчах в групі.
3. Кількість очок, набрана у матчах між собою.
4. Різниця забитих і пропущених м'ячів у матчах між собою.
5. Найбільша кількість забитих м'ячів у матчах між собою.
6. Жеребкування.

При цьому, у випадку рівності очок у двох збірних, четвертий і п'ятий пункти практично не мають значення.

#### Група A
| М  | Команда   | І | В | Н | П | МЗ | МП | РМ | О |
| -- | --------- | - | - | - | - | -- | -- | -- | - |
| 1. | Уругвай · | 3 | 2 | 1 | 0 | 4  | 0  | +4 | 7 |
| 2. | Мексика · | 3 | 1 | 1 | 1 | 3  | 2  | +1 | 4 |
| 3. | ПАР ·     | 3 | 1 | 1 | 1 | 3  | 5  | −2 | 4 |
| 4. | Франція · | 3 | 0 | 1 | 2 | 1  | 4  | −3 | 1 |

| 11.06.2010 18:00 |

| ПАР           | 1 — 1      | Мексика    |
| ------------- | ---------- | ---------- |
| Тшабалала 55' | (Протокол) | Маркес 79' |

| Соккер-Сіті, Йоганнесбург Глядачів: 84 490 Арбітр: Равшан Ірматов |

| 11.06.2010 20:30 |

| Уругвай | 0 — 0      | Франція |
| ------- | ---------- | ------- |
|         | (Протокол) |         |

| Грін Поїнт, Кейптаун Глядачів: 64 100 Арбітр: Юїті Нісімура |

| 16.06.2010 20:30 |

| ПАР | 0 — 3      | Уругвай                                |
| --- | ---------- | -------------------------------------- |
|     | (Протокол) | Форлан 24', 80' (пен.) А.Перейра 90+5' |

| Лофтус Версфельд, Преторія Глядачів: 42 658 Арбітр: Массімо Бузакка |

| 17.06.2010 20:30 |

| Франція | 0 — 2      | Мексика                        |
| ------- | ---------- | ------------------------------ |
|         | (Протокол) | Ернандес 64' Бланко 79' (пен.) |

| Пітер Мокаба, Полокване Глядачів: 35 370 Арбітр: Халіль аль-Ґамді |

| 22.06.2010 16:00 |

| Мексика | 0 — 1      | Уругвай    |
| ------- | ---------- | ---------- |
|         | (Протокол) | Суарес 43' |

| Роял Бафокенг, Рюстенбург Глядачів: 33 425 Арбітр: Віктор Кашшаї |

| 22.06.2010 16:00 |

| Франція    | 1 — 2      | ПАР                  |
| ---------- | ---------- | -------------------- |
| Малуда 70' | (Протокол) | Хумало 20' Мфела 37' |

| Фрі Стейт, Блумфонтайн Глядачів: 39 415 Арбітр: Оскар Руїс |

#### Група B
| М  | Команда          | І | В | Н | П | МЗ | МП | РМ | О |
| -- | ---------------- | - | - | - | - | -- | -- | -- | - |
| 1. | Аргентина ·      | 3 | 3 | 0 | 0 | 7  | 1  | +6 | 9 |
| 2. | Південна Корея · | 3 | 1 | 1 | 1 | 5  | 6  | −1 | 4 |
| 3. | Греція ·         | 3 | 1 | 0 | 2 | 2  | 5  | −3 | 3 |
| 4. | Нігерія ·        | 3 | 0 | 1 | 2 | 3  | 5  | −2 | 1 |

| 12.06.2010 13:30 |

| Південна Корея                | 2 — 0      | Греція |
| ----------------------------- | ---------- | ------ |
| Лі Чжун Су 7' Пак Чжи Сун 52' | (Протокол) |        |

| Нельсон Мандела Бей, Порт-Елізабет Глядачів: 31 513 Арбітр: Майкл Гестер |

| 12.06.2010 16:00 |

| Аргентина | 1 — 0      | Нігерія |
| --------- | ---------- | ------- |
| Хайнце 6' | (Протокол) |         |

| Елліс Парк, Йоганнесбург Глядачів: 55 686 Арбітр: Вольфганг Штарк |

| 17.06.2010 13:30 |

| Аргентина                                   | 4 — 1      | Південна Корея    |
| ------------------------------------------- | ---------- | ----------------- |
| Парк Чху Йоун 17' (аг) Ігуаїн 33', 76', 80' | (Протокол) | Лі Чхун Йон 45+1' |

| Соккер-Сіті, Йоганнесбург Глядачів: 82 174 Арбітр: Франк Де Блекере |

| 17.06.2010 16:00 |

| Греція                        | 2 — 1      | Нігерія |
| ----------------------------- | ---------- | ------- |
| Салпінгідіс 41' Торосідіс 71' | (Протокол) | Уче 16' |

| Фрі Стейт, Блумфонтайн Глядачів: 31 593 Арбітр: Оскар Руїс |

| 22.06.2010 20:30 |

| Нігерія                     | 2 — 2      | Південна Корея                   |
| --------------------------- | ---------- | -------------------------------- |
| Уче 12' Айєгбені 69' (пен.) | (Протокол) | Лі Чжун Су 38' Парк Чху Йоун 49' |

| Мозес Мабіда, Дурбан Глядачів: 61 874 Арбітр: Олегаріу Бенкеренса |

| 22.06.2010 20:30 |

| Греція | 0 — 2      | Аргентина                 |
| ------ | ---------- | ------------------------- |
|        | (Протокол) | Демікеліс 77' Палермо 89' |

| Пітер Мокаба, Полокване Глядачів: 38 891 Арбітр: Равшан Ірматов |

#### Група C
| М  | Команда    | І | В | Н | П | МЗ | МП | РМ | О |
| -- | ---------- | - | - | - | - | -- | -- | -- | - |
| 1. | США ·      | 3 | 1 | 2 | 0 | 4  | 3  | +1 | 5 |
| 2. | Англія ·   | 3 | 1 | 2 | 0 | 2  | 1  | +1 | 5 |
| 3. | Словенія · | 3 | 1 | 1 | 1 | 3  | 3  | 0  | 4 |
| 4. | Алжир ·    | 3 | 0 | 1 | 2 | 0  | 2  | −2 | 1 |

| 12.06.2010 21:30 |

| Англія      | 1 — 1      | США        |
| ----------- | ---------- | ---------- |
| Джеррард 4' | (Протокол) | Демпсі 40' |

| Роял Бафокенг, Рустенбург Глядачів: 38 646 Арбітр: Карлос Еуженіо Сімон |

| 13.06.2010 13:30 |

| Алжир | 0 — 1      | Словенія  |
| ----- | ---------- | --------- |
|       | (Протокол) | Корен 79' |

| Пітер Мокаба, Полокване Глядачів: 30 325 Арбітр: Карлос Батрес |

| 18.06.2010 16:00 |

| Словенія                | 2 — 2      | США                    |
| ----------------------- | ---------- | ---------------------- |
| Бирса 13' Любіянкич 42' | (Протокол) | Донован 48' Бредлі 82' |

| Елліс Парк, Йоганнесбург Глядачів: 45 573 Арбітр: Коман Кулібалі |

| 18.06.2010 20:30 |

| Англія | 0 — 0      | Алжир |
| ------ | ---------- | ----- |
|        | (Протокол) |       |

| Грін-Поїнт, Кейптаун Глядачів: 64 100 Арбітр: Равшан Ірматов |

| 23.06.2010 16:00 |

| Словенія | 0 — 1      | Англія   |
| -------- | ---------- | -------- |
|          | (Протокол) | Дефо 23' |

| Нельсон Мандела Бей, Порт-Елізабет Глядачів: 36 893 Арбітр: Вольфганг Штарк |

| 23.06.2010 16:00 |

| США           | 1 — 0      | Алжир |
| ------------- | ---------- | ----- |
| Донован 90+1' | (Протокол) |       |

| Лофтус Версфельд, Преторія Глядачів: 35 827 Арбітр: Франк Де Блекере |

#### Група D
| М  | Команда     | І | В | Н | П | МЗ | МП | РМ | О |
| -- | ----------- | - | - | - | - | -- | -- | -- | - |
| 1. | Німеччина · | 3 | 2 | 0 | 1 | 5  | 1  | +4 | 6 |
| 2. | Гана ·      | 3 | 1 | 1 | 1 | 2  | 2  | 0  | 4 |
| 3. | Австралія · | 3 | 1 | 1 | 1 | 3  | 6  | −3 | 4 |
| 4. | Сербія ·    | 3 | 1 | 0 | 2 | 2  | 3  | −1 | 3 |

| 13.06.2010 16:00 |

| Сербія | 0 — 1      | Гана            |
| ------ | ---------- | --------------- |
|        | (Протокол) | Г'ян 85' (пен.) |

| Лофтус Версфельд, Преторія Глядачів: 38 833 Арбітр: Ектор Балдассі |

| 13.06.2010 20:30 |

| Німеччина                                   | 4 — 0      | Австралія |
| ------------------------------------------- | ---------- | --------- |
| Подольскі 8' Клозе 26' Мюллер 68' Какау 70' | (Протокол) |           |

| Мозес Мабіда, Дурбан Глядачів: 62 660 Арбітр: Марко Антоніо Родрігес |

| 18.06.2010 13:30 |

| Німеччина | 0 — 1      | Сербія        |
| --------- | ---------- | ------------- |
|           | (Протокол) | Йованович 38' |

| Нельсон Мандела Бей, Порт-Елізабет Глядачів: 38 294 Арбітр: Альберто Ундіано Маллеско |

| 19.06.2010 16:00 |

| Гана            | 1 — 1      | Австралія  |
| --------------- | ---------- | ---------- |
| Г'ян 25' (пен.) | (Протокол) | Голмен 11' |

| Роял Бафокенг, Рюстенбург Глядачів: 34 812 Арбітр: Роберто Розетті |

| 23.06.2010 20:30 |

| Гана | 0 — 1      | Німеччина |
| ---- | ---------- | --------- |
|      | (Протокол) | Езіл 60'  |

| Соккер-Сіті, Йоганнесбург Глядачів: 83 391 Арбітр: Карлос Еуженіо Сімон |

| 23.06.2010 20:30 |

| Австралія             | 2 — 1      | Сербія       |
| --------------------- | ---------- | ------------ |
| Кегілл 69' Голмен 73' | (Протокол) | Пантелич 84' |

| Мбомбела, Мбомбела Глядачів: 37 836 Арбітр: Хорхе Ларріонда |

#### Група E
| М  | Команда      | І | В | Н | П | МЗ | МП | РМ | О |
| -- | ------------ | - | - | - | - | -- | -- | -- | - |
| 1. | Нідерланди · | 3 | 3 | 0 | 0 | 5  | 1  | +4 | 9 |
| 2. | Японія ·     | 3 | 2 | 0 | 1 | 4  | 2  | +2 | 6 |
| 3. | Данія ·      | 3 | 1 | 0 | 2 | 3  | 6  | −3 | 3 |
| 4. | Камерун ·    | 3 | 0 | 0 | 3 | 2  | 5  | −3 | 0 |

| 14.06.2010 13:30 |

| Нідерланди              | 2 — 0      | Данія |
| ----------------------- | ---------- | ----- |
| Аґґер 46' (аг) Кейт 85' | (Протокол) |       |

| Соккер-Сіті, Йоганнесбург Глядачів: 83 465 Арбітр: Стефан Ланнуа |

| 14.06.2010 16:00 |

| Японія    | 1 — 0      | Камерун |
| --------- | ---------- | ------- |
| Хонда 39' | (Протокол) |         |

| Фрі Стейт, Блумфонтейн Глядачів: 30 620 Арбітр: Олегаріу Бенкеренса |

| 19.06.2010 13:30 |

| Нідерланди  | 1 — 0      | Японія |
| ----------- | ---------- | ------ |
| Снейдер 53' | (Протокол) |        |

| Мозес Мабіда, Дурбан Глядачів: 62 010 Арбітр: Ектор Балдассі |

| 19.06.2010 20:30 |

| Камерун   | 1 — 2    | Данія                      |
| --------- | -------- | -------------------------- |
| Ето'о 10' | протокол | Бендтнер 33' Роммедаль 61' |

| Лофтус Версфельд, Преторія Глядачів: 38 074 Арбітр: Хорхе Ларріонда |

| 24.06.2010 20:30 |

| Данія        | 1 — 3      | Японія                          |
| ------------ | ---------- | ------------------------------- |
| Томассон 81' | (Протокол) | Хонда 17' Ендо 30' Окадзакі 87' |

| Роял Бафокенг, Рюстенбург Глядачів: 27 967 Арбітр: Джером Деймон |

| 24.06.2010 20:30 |

| Камерун          | 1 — 2      | Нідерланди                 |
| ---------------- | ---------- | -------------------------- |
| Ето'о 65' (пен.) | (Протокол) | ван Персі 36' Гунтелар 83' |

| Грін Поїнт, Кейптаун Глядачів: 63 093 Арбітр: Пабло Поцо |

#### Група F
| М  | Команда         | І | В | Н | П | МЗ | МП | РМ | О |
| -- | --------------- | - | - | - | - | -- | -- | -- | - |
| 1. | Парагвай ·      | 3 | 1 | 2 | 0 | 3  | 1  | +2 | 5 |
| 2. | Словаччина ·    | 3 | 1 | 1 | 1 | 4  | 5  | −1 | 4 |
| 3. | Нова Зеландія · | 3 | 0 | 3 | 0 | 2  | 2  | 0  | 3 |
| 4. | Італія ·        | 3 | 0 | 2 | 1 | 4  | 5  | −1 | 2 |

| 14.06.2010 20:30 |

| Італія       | 1 — 1      | Парагвай     |
| ------------ | ---------- | ------------ |
| Де Россі 63' | (Протокол) | Алькарас 39' |

| Грін Поїнт, Кейптаун Глядачів: 62 689 Арбітр: Беніто Арчундія |

| 15.06.2010 13:30 |

| Нова Зеландія | 1 — 1      | Словаччина |
| ------------- | ---------- | ---------- |
| Рід 90+3'     | (Протокол) | Віттек 50' |

| Роял Бафокенг, Рюстенбург Глядачів: 23 871 Арбітр: Джером Деймон |

| 20.06.2010 13:30 |

| Словаччина | 0 — 2      | Парагвай             |
| ---------- | ---------- | -------------------- |
|            | (Протокол) | Вера 27' Ріверос 86' |

| Фрі Стейт, Блумфонтейн Глядачів: 26 643 Арбітр: Едді Майє |

| 20.06.2010 16:00 |

| Італія             | 1 — 1      | Нова Зеландія |
| ------------------ | ---------- | ------------- |
| Яквінта 29' (пен.) | (Протокол) | Смелц 7'      |

| Мбомбела, Мбомбела Глядачів: 38 229 Арбітр: Карлос Батрес |

| 24.06.2010 16:00 |

| Парагвай | 0 — 0      | Нова Зеландія |
| -------- | ---------- | ------------- |
|          | (Протокол) |               |

| Пітер Мокаба, Полокване Глядачів: 34 850 Арбітр: Юїті Нісімура |

| 24.06.2010 16:00 |

| Словаччина                  | 3 — 2      | Італія                          |
| --------------------------- | ---------- | ------------------------------- |
| Віттек 25', 73' Копунек 89' | (Протокол) | Ді Натале 81' Квальярелла 90+2' |

| Елліс Парк, Йоганнесбург Глядачів: 53 412 Арбітр: Говард Вебб |

#### Група G
| М  | Команда          | І | В | Н | П | МЗ | МП | РМ  | О |
| -- | ---------------- | - | - | - | - | -- | -- | --- | - |
| 1. | Бразилія ·       | 3 | 2 | 1 | 0 | 5  | 2  | +3  | 7 |
| 2. | Португалія ·     | 3 | 1 | 2 | 0 | 7  | 0  | +7  | 5 |
| 3. | Кот-д'Івуар ·    | 3 | 1 | 1 | 1 | 4  | 3  | +1  | 4 |
| 4. | Північна Корея · | 3 | 0 | 0 | 3 | 1  | 12 | −11 | 0 |

| 15.06.2010 16:00 |

| Кот-д'Івуар | 0 — 0      | Португалія |
| ----------- | ---------- | ---------- |
|             | (Протокол) |            |

| Нельсон Мандела Бей, Порт-Елізабет Глядачів: 37 034 Арбітр: Хорхе Ларріонда |

| 15.06.2010 20:30 |

| Бразилія             | 2 — 1      | Північна Корея |
| -------------------- | ---------- | -------------- |
| Майкон 55' Елано 72' | (Протокол) | Чжі Юн Нам 89' |

| Елліс Парк, Йоганнесбург Глядачів: 54 331 Арбітр: Віктор Кашшаї |

| 20.06.2010 20:30 |

| Бразилія                        | 3 — 1      | Кот-д'Івуар |
| ------------------------------- | ---------- | ----------- |
| Луїс Фабіано 25', 50' Елано 62' | (Протокол) | Дроґба 79'  |

| Соккер-Сіті, Йоганнесбург Глядачів: 84 455 Арбітр: Стефан Ланнуа |

| 21.06.2010 13:30 |

| Португалія                                                                | 7 — 0      | Північна Корея |
| ------------------------------------------------------------------------- | ---------- | -------------- |
| Мейрелеш 29' Сімау 53' Алмейда 56' Тьягу 60', 89' Лієдсон 81' Роналду 87' | (Протокол) |                |

| Грін Поїнт, Кейптаун Глядачів: 63 644 Арбітр: Пабло Поцо |

| 25.06.2010 16:00 |

| Португалія | 0 — 0      | Бразилія |
| ---------- | ---------- | -------- |
|            | (Протокол) |          |

| Мозес Мабіда, Дурбан Глядачів: 62 712 Арбітр: Беніто Арчундія |

| 25.06.2010 16:00 |

| Північна Корея | 0 — 3      | Кот-д'Івуар                      |
| -------------- | ---------- | -------------------------------- |
|                | (Протокол) | Я. Туре 14' Ромарік 20' Калу 82' |

| Мбомбела, Мбомбела Глядачів: 34 763 Арбітр: Альберто Ундіано Маллеско |

#### Група H
| М  | Команда     | І | В | Н | П | МЗ | МП | РМ | О |
| -- | ----------- | - | - | - | - | -- | -- | -- | - |
| 1. | Іспанія ·   | 3 | 2 | 0 | 1 | 4  | 2  | +2 | 6 |
| 2. | Чилі ·      | 3 | 2 | 0 | 1 | 3  | 2  | +1 | 6 |
| 3. | Швейцарія · | 3 | 1 | 1 | 1 | 1  | 1  | 0  | 4 |
| 4. | Гондурас ·  | 3 | 0 | 1 | 2 | 0  | 3  | −3 | 1 |

| 16.06.2010 13:30 |

| Гондурас | 0 — 1      | Чилі        |
| -------- | ---------- | ----------- |
|          | (Протокол) | Босежур 34' |

| Мбомбела, Мбомбела Глядачів: 32 664 Арбітр: Едді Майє |

| 16.06.2010 16:00 |

| Іспанія | 0 — 1      | Швейцарія     |
| ------- | ---------- | ------------- |
|         | (Протокол) | Фернандеш 52' |

| Мозес Мабіда, Дурбан Глядачів: 62 453 Арбітр: Говард Вебб |

| 21.06.2010 16:00 |

| Чилі         | 1 — 0      | Швейцарія |
| ------------ | ---------- | --------- |
| Ґонсалес 75' | (Протокол) |           |

| Нельсон Мандела Бей, Порт-Елізабет Глядачів: 34 872 Арбітр: Халіль аль-Ґамді |

| 21.06.2010 20:30 |

| Іспанія        | 2 — 0      | Гондурас |
| -------------- | ---------- | -------- |
| Вілья 17', 51' | (Протокол) |          |

| Елліс Парк, Йоганнесбург Глядачів: 54 386 Арбітр: Юїті Нісімура |

| 25.06.2010 20:30 |

| Чилі       | 1 — 2      | Іспанія               |
| ---------- | ---------- | --------------------- |
| Мільяр 47' | (Протокол) | Вілья 24' Іньєста 37' |

| Лофтус Версфельд, Преторія Глядачів: 41 958 Арбітр: Марко Антоніо Родрігес |

| 25.06.2010 20:30 |

| Швейцарія | 0 — 0      | Гондурас |
| --------- | ---------- | -------- |
|           | (Протокол) |          |

| Фрі Стейт, Блумфонтейн Глядачів: 28 042 Арбітр: Ектор Балдассі |

### Плей-оф
Якщо будь-який матч плей-оф буде нічийним після 90 хвилин, проводиться додатковий час, який складається з двох таймів по 15 хвилин. Якщо рахунок, як і раніше рівний, у матчі пробивають післяматчеві пенальті, за якими і визначається переможець.
|  | 1/8 фіналу                | 1/8 фіналу              |                         |       | Чвертьфінал         | Чвертьфінал         |                          |                          | Півфінал | Півфінал |  |  | Фінал | Фінал |
|  |                           |                         |                         |       |                     |                     |                          |                          |          |          |  |  |       |       |
|  | 26 червня — Порт-Елізабет |                         |                         |       |                     |                     |                          |                          |          |          |  |  |       |       |
|  |                           |                         |                         |       |                     |                     |                          |                          |          |          |  |  |       |       |
|  | Уругвай                   | 2                       |                         |       |                     |                     |                          |                          |          |          |  |  |       |       |
|  | Уругвай                   | 2                       | 2 липня — Йоганнесбург  |       |                     |                     |                          |                          |          |          |  |  |       |       |
|  | Південна Корея            | 1                       |                         |       |                     |                     |                          |                          |          |          |  |  |       |       |
|  | Південна Корея            | 1                       | Уругвай (п)             | 1 (4) |                     |                     |                          |                          |          |          |  |  |       |       |
|  | 26 червня — Рюстенбург    |                         | Уругвай (п)             | 1 (4) |                     |                     |                          |                          |          |          |  |  |       |       |
|  |                           | Гана                    | 1 (2)                   |       |                     |                     |                          |                          |          |          |  |  |       |       |
|  | США                       | Гана                    | 1 (2)                   | 1     |                     |                     |                          |                          |          |          |  |  |       |       |
|  | США                       |                         | 6 липня — Кейптаун      | 1     |                     |                     |                          |                          |          |          |  |  |       |       |
|  | Гана (дч)                 | 2                       |                         |       |                     |                     |                          |                          |          |          |  |  |       |       |
|  | Гана (дч)                 | 2                       | Уругвай                 | 2     |                     |                     |                          |                          |          |          |  |  |       |       |
|  | 28 червня — Дурбан        |                         | Уругвай                 | 2     |                     |                     |                          |                          |          |          |  |  |       |       |
|  |                           | Нідерланди              | 3                       |       |                     |                     |                          |                          |          |          |  |  |       |       |
|  | Нідерланди                | Нідерланди              | 3                       | 2     |                     |                     |                          |                          |          |          |  |  |       |       |
|  | Нідерланди                | 2 липня — Порт-Елізабет |                         | 2     |                     |                     |                          |                          |          |          |  |  |       |       |
|  | Словаччина                | 1                       |                         |       |                     |                     |                          |                          |          |          |  |  |       |       |
|  | Словаччина                | 1                       | Нідерланди              | 2     |                     |                     |                          |                          |          |          |  |  |       |       |
|  | 28 червня — Йоганнесбург  |                         | Нідерланди              | 2     |                     |                     |                          |                          |          |          |  |  |       |       |
|  |                           | Бразилія                | 1                       |       |                     |                     |                          |                          |          |          |  |  |       |       |
|  | Бразилія                  | Бразилія                | 1                       | 3     |                     |                     |                          |                          |          |          |  |  |       |       |
|  | Бразилія                  |                         | 11 липня — Йоганнесбург | 3     |                     |                     |                          |                          |          |          |  |  |       |       |
|  | Чилі                      | 0                       |                         |       |                     |                     |                          |                          |          |          |  |  |       |       |
|  | Чилі                      | 0                       | Нідерланди              | 0     |                     |                     |                          |                          |          |          |  |  |       |       |
|  | 27 червня — Йоганнесбург  |                         | Нідерланди              | 0     |                     |                     |                          |                          |          |          |  |  |       |       |
|  |                           | Іспанія (дч)            | 1                       |       |                     |                     |                          |                          |          |          |  |  |       |       |
|  | Аргентина                 | Іспанія (дч)            | 1                       | 3     |                     |                     |                          |                          |          |          |  |  |       |       |
|  | Аргентина                 | 3 липня — Кейптаун      |                         | 3     |                     |                     |                          |                          |          |          |  |  |       |       |
|  | Мексика                   | 1                       |                         |       |                     |                     |                          |                          |          |          |  |  |       |       |
|  | Мексика                   | 1                       | Аргентина               | 0     |                     |                     |                          |                          |          |          |  |  |       |       |
|  | 27 червня — Блумфонтейн   |                         | Аргентина               | 0     |                     |                     |                          |                          |          |          |  |  |       |       |
|  |                           | Німеччина               | 4                       |       |                     |                     |                          |                          |          |          |  |  |       |       |
|  | Німеччина                 | Німеччина               | 4                       | 4     |                     |                     |                          |                          |          |          |  |  |       |       |
|  | Німеччина                 |                         | 7 липня — Дурбан        | 4     |                     |                     |                          |                          |          |          |  |  |       |       |
|  | Англія                    | 1                       |                         |       |                     |                     |                          |                          |          |          |  |  |       |       |
|  | Англія                    | 1                       | Німеччина               | 0     |                     |                     |                          |                          |          |          |  |  |       |       |
|  | 29 червня — Преторія      |                         | Німеччина               | 0     |                     |                     |                          |                          |          |          |  |  |       |       |
|  |                           | Іспанія                 | 1                       |       | Матч за третє місце | Матч за третє місце |                          |                          |          |          |  |  |       |       |
|  | Парагвай (п)              | Іспанія                 | 1                       | 0 (5) | Матч за третє місце | Матч за третє місце |                          |                          |          |          |  |  |       |       |
|  | Парагвай (п)              | 3 липня — Йоганнесбург  | 3 липня — Йоганнесбург  | 0 (5) |                     |                     | 10 липня — Порт-Елізабет | 10 липня — Порт-Елізабет |          |          |  |  |       |       |
|  | Японія                    | 3 липня — Йоганнесбург  | 3 липня — Йоганнесбург  | 0 (3) |                     |                     | 10 липня — Порт-Елізабет | 10 липня — Порт-Елізабет |          |          |  |  |       |       |
|  | Японія                    | Парагвай                | 0                       | 0 (3) | Уругвай             | 2                   |                          |                          |          |          |  |  |       |       |
|  | 29 червня — Кейптаун      | Парагвай                | 0                       |       | Уругвай             | 2                   |                          |                          |          |          |  |  |       |       |
|  |                           | Іспанія                 | 1                       |       | Німеччина           | 3                   |                          |                          |          |          |  |  |       |       |
|  | Іспанія                   | Іспанія                 | 1                       | 1     | Німеччина           | 3                   |                          |                          |          |          |  |  |       |       |
|  | Іспанія                   |                         |                         | 1     |                     |                     |                          |                          |          |          |  |  |       |       |
|  | Португалія                | 0                       |                         |       |                     |                     |                          |                          |          |          |  |  |       |       |
|  | Португалія                | 0                       |                         |       |                     |                     |                          |                          |          |          |  |  |       |       |

#### 1/8 фіналу
1/8 фіналу#1
| 26.06.2010 16:00 |

| Уругвай        | 2 — 1      | Південна Корея  |
| -------------- | ---------- | --------------- |
| Суарес 8', 80' | (Протокол) | Лі Чхун Йон 68' |

| Нельсон Мандела Бей Стедіум, Порт-Елізабет Глядачів: 30 597 Арбітр: Вольфганг Штарк |

1/8 фіналу#2
| 26.06.2010 20:30 |

| США                | 1 — 2 (д. ч.) | Гана                   |
| ------------------ | ------------- | ---------------------- |
| Донован 62' (пен.) | (Протокол)    | К. Боатенг 5' Г'ян 93' |

| Роял Бафокенг, Рюстенбург Глядачів: 34 976 Арбітр: Віктор Кашшаї |

1/8 фіналу#3
| 27.06.2010 16:00 |

| Німеччина                               | 4 — 1      | Англія    |
| --------------------------------------- | ---------- | --------- |
| Клозе 22' Подольскі 32' Мюллер 67', 70' | (Протокол) | Апсон 37' |

| Фрі Стейт, Блумфонтейн Глядачів: 40 510 Арбітр: Хорхе Ларріонда |

1/8 фіналу#4
| 27.06.2010 20:30 |

| Аргентина                 | 3 — 1      | Мексика      |
| ------------------------- | ---------- | ------------ |
| Тевес 26', 52' Іґуаїн 33' | (Протокол) | Ернандес 71' |

| Соккер Сіті, Йоганнесбург Глядачів: 84 377 Арбітр: Роберто Розетті |

1/8 фіналу#5
| 28.06.2010 16:00 |

| Нідерланди             | 2 — 1      | Словаччина          |
| ---------------------- | ---------- | ------------------- |
| Роббен 18' Снейдер 84' | (Протокол) | Віттек 90+4' (пен.) |

| Мозес Мабіда, Дурбан Глядачів: 61 962 Арбітр: Альберто Ундіано Маллеско |

1/8 фіналу#6
| 28.06.2010 20:30 |

| Бразилія                         | 3 — 0      | Чилі |
| -------------------------------- | ---------- | ---- |
| Жуан 35' Фабіано 38' Робінью 59' | (Протокол) |      |

| Елліс Парк, Йоганнесбург Глядачів: 54 096 Арбітр: Говард Вебб |

1/8 фіналу#7
| 29.06.2010 16:00 |

| Парагвай | 0 — 0 (д. ч.) | Японія |
| -------- | ------------- | ------ |
|          | (Протокол)    |        |

| Лофтус Версфельд, Преторія Глядачів: 36 742 Арбітр: Франк Де Блекере |

|                                                 |       | Пенальті                       |  |
| Баррето · Барріос · Ріверос · Вальдес · Кардосо | 5 — 3 | Ендо · Хасебе · Комано · Хонда |  |

1/8 фіналу#8
| 29.06.2010 20:30 |

| Іспанія   | 1 — 0      | Португалія |
| --------- | ---------- | ---------- |
| Вілья 63' | (Протокол) |            |

| Грін Поїнт, Кейптаун Глядачів: 62 955 Арбітр: Ектор Балдассі |

#### Чвертьфінал
Чвертьфінал A
| 02.07.2010 16:00 |

| Нідерланди       | 2 — 1      | Бразилія    |
| ---------------- | ---------- | ----------- |
| Снейдер 53', 68' | (Протокол) | Робінью 10' |

| Нельсон Мандела Бей Стедіум, Порт-Елізабет Глядачів: 40 186 Арбітр: Юїті Нісімура |

Чвертьфінал B
| 02.07.2010 20:30 |

| Уругвай    | 1 — 1 (д. ч.) | Гана          |
| ---------- | ------------- | ------------- |
| Форлан 55' | (Протокол)    | Мунтарі 45+2' |

| Соккер Сіті, Йоганнесбург Глядачів: 84 017 Арбітр: Олегаріу Бенкеренса |

|                                                  |       | Пенальті                         |  |
| Форлан · Вікторіно · Скотті · М. Перейра · Абреу | 4 — 2 | Г'ян · Аппіа · Джон Менса · Адія |  |

Чвертьфінал C
| 03.07.2010 16:00 |

| Аргентина | 0 — 4      | Німеччина                            |
| --------- | ---------- | ------------------------------------ |
|           | (Протокол) | Мюллер 3' Клозе 68', 89' Фрідріх 74' |

| Грін Поїнт, Кейптаун Глядачів: 64 100 Арбітр: Равшан Ірматов |

Чвертьфінал D
| 03.07.2010 20:30 |

| Парагвай | 0 — 1      | Іспанія   |
| -------- | ---------- | --------- |
|          | (Протокол) | Вілья 83' |

| Елліс Парк, Йоганнесбург Глядачів: 55 359 Арбітр: Карлос Батрес |

#### Півфінал
Півфінал I
| 06.07.2010 20:30 |

| Уругвай                     | 2 — 3      | Нідерланди                                |
| --------------------------- | ---------- | ----------------------------------------- |
| Форлан 41' М. Перейра 90+2' | (Протокол) | ван Бронкгорст 18' Снейдер 70' Роббен 73' |

| Грін Поїнт, Кейптаун Глядачів: 62 479 Арбітр: Равшан Ірматов |

Півфінал II
| 07.07.2010 20:30 |

| Німеччина | 0 — 1      | Іспанія    |
| --------- | ---------- | ---------- |
|           | (Протокол) | Пуйоль 73' |

| Мозес Мабіда, Дурбан Глядачів: 60 960 Арбітр: Віктор Кашшаї |

### Матч за третє місце
| 10.07.2010 20:30 |

| Уругвай               | 2 — 3      | Німеччина                       |
| --------------------- | ---------- | ------------------------------- |
| Кавані 28' Форлан 51' | (Протокол) | Мюллер 19' Янсен 56' Хедіра 82' |

| Нельсон Мандела Бей Стедіум, Порт-Елізабет Глядачів: 36 254 Арбітр: Беніто Арчундія |

### Фінал
| 11.07.2010 20:30 |

| Нідерланди | 0 — 1 (д. ч.) | Іспанія      |
| ---------- | ------------- | ------------ |
|            | (Протокол)    | Іньєста 116' |

| Соккер Сіті, Йоганнесбург Глядачів: 84 490 Арбітр: Говард Вебб |

## Чемпіон
| Переможець чемпіонату світу з футболу 2010 року: |
| ------------------------------------------------ |
| Іспанія Перший титул                             |

## Статистика

### Бомбардири
| 5 голів - Томас Мюллер - Давід Вілья - Веслі Снейдер - Дієго Форлан (1 з пен.) 4 голи - Ґонсало Іґуаїн - Роберт Віттек (1 з пен.) - Мірослав Клозе 3 голи - Луїс Альберто Суарес - Лендон Донован (1 з пен.) - Асамоа Г'ян (2 з пен.) - Луїс Фабіано 2 голи - Елано Блумер - Робінью - Тьягу Мендеш - Лі Чжун Су - Лі Чхун Йон - Калу Уче - Бретт Холман - Самуель Ето'о (1 з пен.) - Кейсуке Хонда - Лукас Подольскі - Карлос Тевес - Хав'єр Ернандес - Ар'єн Роббен - Андрес Іньєста 1 гол - Сіфіве Тшабалала - Бонґані Хумало - Катлеґо Мфела - Рафаель Маркес - Куаутемок Бланко (1 з пен.) | 1 гол (прод.) - Пак Чжи Сун - Парк Чху Йоун - Дірк Кейт - Робін ван Персі - Клас-Ян Гунтелар - Джованні ван Бронкгорст - Габріель Гайнце - Мартін Демікеліс - Мартін Палермо - Стівен Джеррард - Джермейн Дефо - Меттью Апсон - Клінт Демпсі - Майкл Бредлі - Роберт Корен - Вальтер Бирса - Златан Любіянкич - Кевін Прінс Боатенг - Саллі Мунтарі - Какау - Месут Езіл - Арне Фрідріх - Марсель Янсен - Самі Хедіра - Ясухіто Ендо - Сіндзі Окадзакі - Антолін Алькарас - Енріке Вера - Крістіан Ріверос - Даніеле Де Россі - Вінченцо Яквінта (1 з пен.) - Антоніо Ді Натале - Фабіо Квальярелла - Каміл Копунек - Вінстон Рід - Шейн Смелц | 1 гол (прод.) - Майкон - Жуан - Чжі Юн Нам - Жан Босежур - Марк Ґонсалес - Родріго Мільяр - Желсон Фернандеш - Альваро Перейра - Максиміліано Перейра - Едінсон Кавані - Якубу Айєгбені (1 з пен.) - Дімітріос Салпінгідіс - Васіліос Торосідіс - Милан Йованович - Марко Пантелич - Тім Кегілл - Ніклас Бендтнер - Денніс Роммедаль - Йон Даль Томассон - Дідьє Дроґба - Яя Туре - Ромарік - Саломон Калу - Раул Мейрелеш - Сімау Саброза - Уґу Алмейда - Лієдсон - Кріштіану Роналду - Флоран Малуда - Карлес Пуйоль Автоголи - Даніель Аґґер (проти Нідерландів) - Парк Чху Йоун (проти Аргентини) |